# Santa Maria del Monte (Varese)
Santa Maria del Monte (Santa Maria dul Munt in dialetto varesotto) è una frazione del comune di Varese, nella provincia omonima.

## Storia
Santa Maria del Monte è un piccolo borgo di antica origine : la prima menzione dell'abitato risale infatti al 922, in un documento oggi conservato all'Archivio di Stato di Milano. È situato all'interno del Parco regionale Campo dei Fiori, su una delle vette del Massiccio del Campo dei Fiori. Costituisce il punto di arrivo del Sacro Monte di Varese; nel borgo è presente un santuario, detto anch'esso Santa Maria del Monte, che costituisce l'ultima delle 15 cappelle del rosario della Via Sacra del Sacro Monte. Qui, nel 1474 la beata Caterina Moriggi fondò l'ordine delle Romite Ambrosiane.
Amministrativamente, il borgo costituiva un comune autonomo, parte della pieve di Varese, le cui prime notizie risalgono al 1574 quando aveva 230 abitanti. Registrato agli atti del 1751 come un borgo di 270 anime, nel 1786 Santa Maria del Monte entrò per un quinquennio a far parte dell'effimera Provincia di Varese, per poi cambiare continuamente i riferimenti amministrativi nel 1791, nel 1798 e nel 1799. Alla proclamazione del Regno d'Italia nel 1805 risultava avere 452 abitanti.
Nel 1809 il comune fu soppresso su risultanza di un regio decreto di Napoleone che lo annesse a Velate, ma l'autonomia municipale di Santa Maria del Monte fu poi ripristinata con il ritorno degli austriaci. Nel XIX secolo l'abitato cominciò a risentire pesantemente della sua condizione montanara che ne impediva l'industrializzazione e favoriva conseguentemente l'emigrazione, tanto che nel 1853 risultò essere popolato da 328 anime, scese a 311 nel 1871. La timida inversione di tendenza dell'inizio del XX secolo non cambiò la situazione, tanto che nel 1927 il comune di Santa Maria del Monte venne aggregato al comune di Varese.

## Monumenti e luoghi d'interesse
- Il Santuario di Santa Maria del Monte e la Cripta romanica.
- Museo Baroffio.
- Casa-museo Lodovico Pogliaghi
- Sacro Monte di Varese
- Funicolare Vellone-Sacro Monte.
- La statua di Paolo VI di Floriano Bodini
- Il monastero delle romite ambrosiane
- La Torre degli Ariani
- Caffè del Borducan
- Villa Pax
- Villa Petazzi
- Villa Schiavi-Armiraglio